# Venise (Doubs)
Venise település Franciaországban, Doubs megyében. Lakosainak száma 518 fő (2022. január 1.). Venise Aulx-lès-Cromary, Champoux, Moncey, Palise, Vieilley és Marchaux-Chaudefontaine községekkel határos.

## Népesség
A település népessége az elmúlt években az alábbi módon változott:
| Lakosok száma | 177  | 235  | 316  | 408  | 506  | 512  | 513  | 522  | 521  | 518  |
|               | 1968 | 1982 | 1990 | 2006 | 2013 | 2015 | 2017 | 2019 | 2020 | 2022 |